# Sántha Sándor
Sántha Sándor (Bussa, Nógrád megye, 1859. március 5. – Gyula, 1914. január 3.) népiskolai tanító, Sántha Lajos igazgató-tanító és író testvéröccse.

## Élete
Tanult a losonci állami gimnázium I. osztályában, a II-IV. osztályt Vácon végezte. 1877-ben a losonci állami tanítóképző növendéke lett. 1880-ban tanítói képesítést nyert. Előbb házi tanító, 1883. szeptember 30-tól nevelő volt Parádon Gulyás János tiszttartó házánál. 1887. január 1-jén gróf Wenckheim Rudolf csorvási uradalmába rendes tanítónak nevezte ki, 1895. szeptember 1-jétől pedig gróf Wenckheim Dénes vésztői uradalmában volt népiskolai tanító. Neje Takácsy Erzsébet volt. Elhunyt 1914. január 3-án délelőtt, örök nyugalomra helyezték 1914. január 5-én délelőtt a római katolikus anyaszentegyház szertartása szerint a vésztői temetőben.
Az 1880-as években az Eger és Vidékébe írt «Mátrai levelek»-et és «Fürdői levelek»-be is; 1887-től a Békésmegyei Közlöny állandó munkatársa volt, írt a lapba pedagógiai cikkeket, tárcákat «Két-ess» álnév alatt és «Rimes mókák»-at. Írt ezeken kívül több templomi éneket, melyeket Takácsy Lajos gyulai római katolikus kántor megzenésített.

## Munkái
- Pálmaág. Póta Gyula dévaványai róm. kath. néptanító 40 éves működésének emlékére. Rokoni szeretettel nyújtotta. Gyula, 1893.
- Fohász az árvák édes anyjához. (A gyulai árvaház 25 éves jubileumára.) Uo. 1900. okt. 20.
- Örömhangok, mélt. Wenckheim Dénes gróf és neje, szül. Wenckheim Friderika grófnő által, az Isten dicsőségére és a hivek lelki üdvére Dobozon emelt róm. kath. templom megáldásának ünnepére 1902. jún. 7. Uo. 1902. (Költ.)
- Erzsébet királyné szobra előtt. Leleplezés alkalmából. Uo. ... Mise ének gyanánt.
- Szent István királyhoz Uo. ... (Óda).
- Avató. Uo. ... (Óda egy róm. kath. iskola megáldására).
- Czipruslombok. (G. A. barátom leánykájának sírhalmára). Uo. ...
- Aggodalmas napok. (Neje betegségében). Uo. ...